# Operacja (logika)
Operacja logiczna – działanie lub zespół działań (zwłaszcza przekształceń) dokonywanych zgodnie z odpowiednimi regułami logicznymi na pewnych wyrażeniach w celu realizacji określonego zadania, np. udowodnienia danej tezy.